# Timotei Marin
Timotei Marin (n. 12 iulie 1897, Chipeșca, raionul Șoldănești, Republica Moldova – d. 1937, Moscova, RSFS Rusă, URSS) a fost un revoluționar comunist român originar din Basarabia. 

## Biografie
Marin s-a născut în 1897 în Chipeșca, pe atunci parte a Imperiului rus. În 1913 a intrat în mișcarea revoluționară anti-țaristă, făcând propagandă printre țărani și în mediile școlare. Ca elev la Seminarul Teologic din Chișinău a organizat o grevă a foamei din cauza condițiilor proaste din seminar. Ca urmare, a fost dat afară din cămin și i-a fost tăiată bursa școlară. 
După unirea Basarabiei cu România, a devenit secretar al celulei studenților comuniști din Iași și București. A fost implicat în Societatea Studenților Basarabeni, organizație de întrajutorare a tinerilor basarabeni săraci ce se aflau la studii universitare și care camufla activități comuniste. A fost delegat la cel de-al doilea congres al PCdR din 1922, ce s-a ținut la Ploiești. A fost arestat în 1925 de către autoritățile române sub acuzația că ar fi condus răscoala de la Tatarbunar, dar a fost achitat, din lipsă de dovezi. 
În 1927 a fost trimis în Austria, la Viena, pentru a coordona activitatea emigrației basarabene din Europa de Vest. În același an a fost arestat la Košice, în Cehoslovacia, deoarece a încercat ilegal să treacă granița, fiind condamnat la 2 luni de închisoare. 
Ulterior, s-a stabilit în Uniunea Sovietică, la Moscova. În 1937, a fost executat de NKVD, în timpul Marii epurări staliniste.